# Toricellia
Toricellia é um género botânico pertencente à família Cornaceae

## Espécies
- Toricellia angulata Oliv.
- Toricellia tiliifolia DC.